# Біликовецька сільська рада
Біликовецька сільська рада — колишній орган місцевого самоврядування у Жмеринському районі Вінницької області з адміністративним центром у с. Біликівці.

## Населені пункти
Сільській раді були підпорядковані населені пункти:
- с. Біликівці
- с. Лопатинці
- с. Мартинівка

## Склад ради
Рада складалася з 16 депутатів та голови.